# G 240-72
G 240-72 is een witte dwerg in het sterrenbeeld Draak met een magnitude van +14,15  en een spectraalklasse van DQP.90. De ster bevindt zich 20,26 lichtjaar van de zon.